# 吸血鬼を題材にした作品の一覧
吸血鬼を題材にした作品の一覧（きゅうけつきをだいざいにしたさくひんのいちらん）では、吸血鬼を題材にした作品を列記する。

## 小説
※年代順に列記
- コリントの花嫁（ドイツ語版）（ゲーテ）（1797年）
- 吸血鬼（ジョン・ポリドリ。ジョージ・バイロンの侍医であったため、刊行当初はバイロン作と誤認されていた）（1819年）
- 吸血鬼ヴァーニー（著者複数。ペニー・ドレッドフルの定期連載作品）（1845年 - 1847年）
- 吸血鬼カーミラ（レ・ファニュ）（1871年 - 1872年）
- 吸血鬼ドラキュラ（ブラム・ストーカー）（1897年）
- 吸血鬼（地球最後の男／アイ・アム・レジェンド）（リチャード・マシスン）（1954年）
- 髑髏検校（横溝正史）（1970年） - ストーカーの『吸血鬼ドラキュラ』の翻案作品
- 呪われた町（スティーヴン・キング）（1975年）
- 夜明けのヴァンパイア（アン・ライス）（『バンパイア・クロニクルズ (The Vampire Chronicles) 』（1976年 - 2018年）の第1作。）
- シャーロック・ホームズ対ドラキュラ（L・D・エルスマン）ISBN 978-4-309-46098-7（Sherlock Holmes vs. Dracula or the adventure of the sanguinary count）（1978年）
- ちびっこ吸血鬼シリーズ（アンゲラ・ゾンマー・ボーデンブルク）（1979年 - 2015年）
- 吸血鬼はお年ごろシリーズ（赤川次郎）（1981年 - ）
- 血の季節（小泉喜美子）（1982年）
- 二分割幽霊奇譚（新井素子）（1983年）
- 吸血鬼ハンターDシリーズ（菊地秀行）（1983年 - 2007年）
- マンサーチャーシリーズ（菊地秀行）（1986年 - ?）
「夜叉姫伝」においては中国の吸血鬼が主人公の敵役として。またいくつかの作品の準レギュラー格として吸血鬼族の末裔・夜香とその一族が登場する。
- ウェディング・ドレスに紅いバラ（田中芳樹）（1989年）
- ドラッケンフェルズ（ジャック ヨーヴィル）（1989年）
- ヴァンパイヤー戦争シリーズ（笠井潔）（1989年 - 1991年）
- ドラキュラ紀元（キム・ニューマン）（1992年）
- 吸血鬼ジュヌヴィエーヴ（ジャック・ヨーヴィル）（1993年）
- とってもヴァンパイアシリーズ（吉岡平）（1994年 - 1995年）
- 蒼き影のリリス（菊地秀行）（1995年）
- THE DARK BLUE （山藍 紫姫子）（1995年）
- ドラキュラ戦記（キム・ニューマン）（1996年）
- ブラッドジャケット（古橋秀之）（1997年）
- ドラキュラ崩御（キム・ニューマン）（1998年）
- 屍鬼（小野不由美）（1998年）
- 僕の血を吸わないで（阿智太郎）（1998年 - 1999年）
- 黒塚 KUROZUKA（夢枕獏）（2000年）
- ダレン・シャン (小説)（The Saga of Darren Shan）（ダレン・シャン）（2000年 - 2004年）
- トリニティ・ブラッド（吉田直）（2001年 - 2004年）
- サザン・ヴァンパイア・シリーズ（英語版）（2001年 - ）
- 吸血鬼のおしごと（鈴木鈴）（2002年 - 2005年）
- ネフィリム 超吸血幻想譚 （小林泰三）（2004年）
- ヴぁんぷ!（成田良悟）（2004年 - ）
- かりん 増血記（甲斐透）（2003年 - 2007年）
- 学校を出よう!5 NOT DEAD OR NOT ALIVE & 6 VAMPIRE SYNDROME（谷川流）（2004年）
- BLACK BLOOD BROTHERS（あざの耕平）（2004年 - 2009年）
- 血と薔薇の誘う夜に〜吸血鬼ホラー傑作選（角川ホラー文庫）（2005年）
- ヒストリアン（エリザベス・コストヴァ）（2005年）
- トワイライト（ステファニー・メイヤー）（Twilight (novel series)）（2005年 - ）
- 〈物語〉シリーズ（西尾維新）（2006年 - ）
- 魔界ヨメ!（阿智太郎）（2008年 - 2010年）
- アレクシア女史、倫敦で吸血鬼と戦う（ゲイル・キャリガー）（2009年）
- 血吸村へようこそ（阿智太郎）（2009年 - 2011年）
- 夜と血のカンケイ。（丸山英人）（2009年 - ）
- ヴァンパイアハンター・リンカーン（セス・グレアム＝スミス）（2010年）
- 魔女の目覚め（デボラ・ハークネス）（2011年）
- 吸血鬼と愉快な仲間たち（木原音瀬）（2006年 - 2011年）
- ストライク・ザ・ブラッド（三雲岳斗）（2011年 - 2022年）
- アンデッドガール・マーダーファルス（青崎有吾）（2015年 - ）[1]
- 月とライカと吸血姫（牧野圭祐）（2016年 - 2021年）
- 転生吸血鬼さんはお昼寝がしたい（ちょきんぎょ。）（2016年 - 2019年）[2]
- 吸血姫と学ぶ美味しいコーヒー（肥前文俊）（2019年）[3]
- 吸血姫譚アストリッド（さかきいちろう）（2020年）[4]
- 吸血鬼は僕のために姉になる（景詠一）（2020年）[5]
- ひきこまり吸血姫の悶々（小林湖底）（2020年 - ）
- ドラキュラやきん! （和ヶ原聡司）（2020年 - ）

## 映画
| 公開年 | 邦題/原題 | 制作国                                          | 監督                                          | 備考                                                                                              |
| ------ | --- | ----------------------------------------------- | --------------------------------------------- | ------------------------------------------------------------------------------------------------- |
| 1913   | 吸血鬼 The Vampire                                                                                               | アメリカ合衆国                                  | ロバート・G・ヴィニョーラ                     |                                                                                                   |
| 1915   | 愚者ありき A Fool There Was                                                                                      | アメリカ合衆国                                  | フランク・パウエル                            |                                                                                                   |
| 1922   | 吸血鬼ノスフェラトゥ Nosferatu: Eine Symphonie Des Grauens                                                       | ドイツ                                          | F・W・ムルナウ                                |                                                                                                   |
| 1931   | 魔人ドラキュラ Dracula                                                                                           | アメリカ合衆国                                  | トッド・ブラウニング                          | ユニバーサル映画による「吸血鬼映画」第1作                                                         |
| 1931   | 魔人ドラキュラ スペイン語版 Dracula (Spanish-language version)                                                   | アメリカ合衆国                                  | ジョージ・メルフォード                        | 『魔人ドラキュラ』と同時期に同じセットで撮られた スペイン語圏用魔人ドラキュラ                     |
| 1932   | 吸血鬼 Vampyr | ドイツ フランス                                 | カール・テオドール・ドライヤー                |                                                                                                   |
| 1935   | 古城の妖鬼 Mark of the Vampire                                                                                   | アメリカ合衆国                                  | トッド・ブラウニング                          | 火災で失われた映画『London After Midnight』のリメイク                                             |
| 1936   | 女ドラキュラ Dracula's Daughter                                                                                  | アメリカ合衆国                                  | ランバート・ヒルヤー                          | 『魔人ドラキュラ』の続編 ユニバーサル映画による「吸血鬼映画」第2作                                |
| 1943   | 夜の悪魔 Son of Dracula                                                                                          | アメリカ合衆国                                  | ロバート・シオドマク                          | ユニバーサル映画による「吸血鬼映画」第3作                                                         |
| 1943   | ドラキュラとせむし女 House of Dracula                                                                            | アメリカ合衆国                                  | アール・C・ケントン                           | ユニバーサル映画による「吸血鬼映画」第4作                                                         |
| 1944   | 吸血鬼蘇る The Return of the Vampire                                                                             | アメリカ合衆国                                  | ルー・ランダース                              | ベラ・ルゴシ主演。                                                                                |
| 1958   | 吸血鬼ドラキュラ Dracula                                                                                         | イギリス                                        | テレンス・フィッシャー                        | ハマー・フィルムによる「ドラキュラシリーズ」第1作 アメリカ公開題名：Horror of Dracula             |
| 1959   | 女吸血鬼 | 日本                                            | 中川信夫                                      | 天知茂主演                                                                                        |
| 1960   | 吸血鬼ドラキュラの花嫁 The Brides of Dracula                                                                     | イギリス                                        | テレンス・フィッシャー                        | ハマー・フィルムによる「ドラキュラシリーズ」第2作                                                 |
| 1960   | 血とバラ Et mourir de plaisir                                                                                    | イタリア フランス                               | ロジェ・ヴァディム                            | ジョゼフ・シェリダン・レ・ファニュ原作『吸血鬼カーミラ』の映画化                                  |
| 1964   | 地球最後の男 The Last Man on Earth                                                                               | アメリカ合衆国 イタリア                         | シドニー・サルコウ ウバルド・ラゴーナ         | リチャード・マシスンの小説"I Am Legend "の映画化                                                  |
| 1966   | 凶人ドラキュラ Dracula:Prince of Darkness                                                                        | イギリス                                        | テレンス・フィッシャー                        | ハマー・フィルムによる「ドラキュラシリーズ」第3作                                                 |
| 1967   | 吸血鬼 The Fearless Vampire Killers                                                                              | アメリカ合衆国 イギリス                         | ロマン・ポランスキー                          |                                                                                                   |
| 1968   | 吸血鬼ゴケミドロ                                                                                                 | 日本                                            | 佐藤肇                                        |                                                                                                   |
| 1968   | 帰って来たドラキュラ Dracula Has Risen from the Grave                                                            | イギリス                                        | フレディ・フランシス                          | ハマー・フィルムによる「ドラキュラシリーズ」第4作                                                 |
| 1970   | 吸血のデアボリカ El conde Drácula（スペイン） Nachts, wenn Dracula erwacht（西ドイツ） Count Dracula（イギリス） | スペイン イタリア 西ドイツ イギリス             | ジェス・フランコ                              | クリストファー・リー主演                                                                          |
| 1970   | 吸血鬼ヨーガ伯爵 Count Yorga                                                                                     | アメリカ合衆国                                  | ボブ・ケルジャン                              |                                                                                                   |
| 1970   | ドラキュラ 血の味 Taste the Blood of Dracula                                                                     | イギリス                                        | ピーター・サスディ                            | ハマー・フィルムによる「ドラキュラシリーズ」第5作                                                 |
| 1970   | ドラキュラ復活・血のエクソシズム Scars of Dracula                                                                | イギリス                                        | ロイ・ウォード・ベイカー                      | ハマー・フィルムによる「ドラキュラシリーズ」第6作                                                 |
| 1970   | バンパイア・ラヴァーズ The Vampire Lovers                                                                        | イギリス                                        | ロイ・ウォード・ベイカー                      |                                                                                                   |
| 1970   | 幽霊屋敷の恐怖 血を吸う人形                                                                                      | 日本                                            | 山本迪夫                                      |                                                                                                   |
| 1971   | 地球最後の男オメガマン The Omega Man                                                                             | アメリカ合衆国                                  | ボリス・セイガル                              | リチャード・マシスンの小説"I Am Legend "の二度目の映画化                                          |
| 1971   | 呪いの館 血を吸う眼                                                                                              | 日本                                            | 山本迪夫                                      |                                                                                                   |
| 1971   | ヨーガ伯爵の復活 The Return of Count Yorga                                                                       | アメリカ合衆国                                  | ボブ・ケルジャン                              | 『吸血鬼ヨーガ伯爵』の続編                                                                        |
| 1972   | 吸血鬼ブラキュラ Blacula                                                                                         | アメリカ合衆国                                  | ウィリアム・クレイン                          |                                                                                                   |
| 1972   | ドラキュラ'72 Dracula A.D. 1972                                                                                  | イギリス                                        | アラン・ギブソン                              | ハマー・フィルムによる「ドラキュラシリーズ」第7作                                                 |
| 1972   | デスマスター Deathmaster                                                                                         | アメリカ合衆国                                  | レイ・ダントン                                |                                                                                                   |
| 1972   | ドラキュラ血のしたたり Twins of Evil                                                                             | イギリス                                        | ジョン・ハウ                                  |                                                                                                   |
| 1973   | 吸血鬼ブラキュラの復活 Scream Blacula Scream                                                                     | アメリカ合衆国                                  | ボブ・ケルジャン                              | 『吸血鬼ブラキュラ』の続編                                                                        |
| 1974   | 新ドラキュラ/悪魔の儀式 The Satanic Rites of Dracula                                                             | イギリス                                        | アラン・ギブソン                              | ハマー・フィルムによる「ドラキュラシリーズ」第8作                                                 |
| 1974   | ドラゴンvs7人の吸血鬼 The Legend of the 7 Golden Vampires                                                        | イギリス イギリス領香港                         | ロイ・ウォード・ベイカー チャン・チャー       | ハマー・フィルムによる「ドラキュラシリーズ」第9作（最終作）                                       |
| 1974   | 血を吸う薔薇 | 日本                                            | 山本迪夫                                      |                                                                                                   |
| 1978   | ノスフェラトゥ Nosferatu: Phantom Der Nacht                                                                      | 西ドイツ フランス                               | ヴェルナー・ヘルツォーク                      |                                                                                                   |
| 1979   | ドラキュラ Dracula                                                                                               | アメリカ合衆国                                  | ジョン・バダム                                |                                                                                                   |
| 1979   | ドラキュラ都へ行く Love at First Bite                                                                            | アメリカ合衆国                                  | スタン・ドラゴッティ                          | ジョージ・ハミルトン製作総指揮・主演 ホラーコメディ                                               |
| 1983   | ハンガー The Hunger                                                                                              | イギリス                                        | トニー・スコット                              |                                                                                                   |
| 1985   | スペースバンパイア Lifeforce                                                                                     | イギリス                                        | トビー・フーパー                              |                                                                                                   |
| 1985   | フライトナイト Fright Night                                                                                      | アメリカ合衆国                                  | トム・ホランド                                |                                                                                                   |
| 1986   | ティーンバンパイヤ My Best Friend Is a Vampire                                                                   | アメリカ合衆国                                  | ジミー・ヒューストン                          |                                                                                                   |
| 1987   | ドラキュリアン The Monster Squad                                                                                 | アメリカ合衆国                                  | フレッド・デッカー                            | ホラーコメディ                                                                                    |
| 1987   | ニア・ダーク/月夜の出来事 Near Dark                                                                              | アメリカ合衆国                                  | キャスリン・ビグロー                          |                                                                                                   |
| 1988   | バンパイア・イン・ベニス Nosferatu A Venezia                                                                     | イタリア                                        | アウグスト・カミニート                        |                                                                                                   |
| 1989   | 霊幻道士5 ベビーキョンシー対空飛ぶドラキュラ! 一眉道人                                                           | イギリス領香港                                  | ラム・チェンイン                              | キョンシーも題材                                                                                  |
| 1989   | サンダウン Sundown: The Vampire in Retreat                                                                       | アメリカ合衆国                                  | アンソニー・ヒコックス                        | ホラーコメディ・西部劇                                                                            |
| 1989   | バンパイア・キッス Vampire's Kiss                                                                                | アメリカ合衆国                                  | ロバート・ビアマン                            | ホラーコメディ                                                                                    |
| 1991   | 咬みつきたい | 日本                                            | 金子修介                                      | ホラーコメディ                                                                                    |
| 1992   | イノセント・ブラッド Innocent Blood                                                                              | アメリカ合衆国                                  | ジョン・ランディス                            |                                                                                                   |
| 1992   | ドラキュラ Bram Stoker's Dracula                                                                                 | アメリカ合衆国 · イギリス · ルーマニア          | フランシス・フォード・コッポラ                | アカデミー衣装デザイン賞（石岡瑛子）、メイクアップ賞を受賞                                        |
| 1992   | バッフィ/ザ・バンパイア・キラー Buffy the Vampire Slayer                                                         | アメリカ合衆国                                  | フラン・ルーベル・クズイ                      | 続編がドラマ化された                                                                              |
| 1992   | 霊幻道士8 空飛ぶドラキュラ・リターンズ 驅魔道長                                                                  | 台湾                                            | 午馬                                          | キョンシーも題材                                                                                  |
| 1994   | インタビュー・ウィズ・ヴァンパイア Interview With The Vampire: The Vampire Chronicles                            | アメリカ合衆国                                  | ニール・ジョーダン                            | アン・ライスの『夜明けのヴァンパイア』の映画化                                                    |
| 1994   | レディ・ヴァンパイア/淫夢伝説 Embrace of the Vampire                                                             | アメリカ合衆国                                  | アン・ゴールソウ                              | アリッサ・ミラノ主演のエロティックホラー                                                          |
| 1995   | ヴァンパイア・イン・ブルックリン Vampire In Brooklyn                                                             | アメリカ合衆国                                  | ウェス・クレイヴン                            |                                                                                                   |
| 1995   | レスリー・ニールセンのドラキュラ Dracula: Dead and Loving It                                                     | アメリカ合衆国                                  | メル・ブルックス                              | コメディ                                                                                          |
| 1996   | フロム・ダスク・ティル・ドーン From Dusk Till Dawn                                                               | アメリカ合衆国                                  | ロバート・ロドリゲス                          | 脚本：クエンティン・タランティーノ                                                                |
| 1997   | スティーヴン・キング/ナイトフライヤー The Night Flier                                                            | アメリカ合衆国                                  | マーク・パヴィア                              | 原作：スティーヴン・キング                                                                        |
| 1998   | ヴァンパイア/最期の聖戦 John Carpenter's Vampires                                                                | アメリカ合衆国                                  | ジョン・カーペンター                          |                                                                                                   |
| 1998   | ブレイド Blade                                                                                                   | アメリカ合衆国                                  | スティーヴン・ノリントン                      | ウェズリー・スナイプス主演 マーベル・コミックの『ブレイド』の映画化                               |
| 1999   | フロム・ダスク・ティル・ドーン2 From Dusk Till Dawn 2: Texas Blood Money                                         | アメリカ合衆国                                  | スコット・スピーゲル                          | 『フロム・ダスク・ティル・ドーン』シリーズ第2作                                                   |
| 2000   | BLOOD THE LAST VAMPIRE                                                                                           | 日本                                            | 北久保弘之                                    | アニメ映画                                                                                        |
| 2000   | フロム・ダスク・ティル・ドーン3 From Dusk Till Dawn 3: The Hangman's Daughter                                    | アメリカ合衆国                                  | P・J・ピース                                  | 『フロム・ダスク・ティル・ドーン』シリーズ第3作                                                   |
| 2000   | シャドウ・オブ・ヴァンパイア Shadow of the Vampire                                                               | アメリカ合衆国 イギリス ルクセンブルク          | E・エリアス・マーヒッジ                       | ジョン・マルコヴィッチ、ウィレム・デフォー主演                                                    |
| 2000   | ドラキュリア Dracula 2000                                                                                        | アメリカ合衆国                                  | パトリック・ルシエ                            | 製作総指揮：ウェス・クレイヴン                                                                    |
| 2001   | バンパイアハンターD Vampire Hunter D: Bloodlust                                                                  | 日本 アメリカ合衆国                             | 川尻善昭                                      | アニメ映画 菊地秀行の小説『吸血鬼ハンターD』が原作                                                |
| 2001   | 羊のうた | 日本                                            | 花堂純次                                      | 同名原作コミックの映画化                                                                          |
| 2002   | クイーン・オブ・ザ・ヴァンパイア Queen Of The Damned                                                             | アメリカ合衆国                                  | マイケル・ライマー                            | アン・ライスの小説『呪われし者の女王』が原作 『インタビュー・ウィズ・ヴァンパイア』の続編にあたる |
| 2002   | ヴァンパイア/黒の十字架 Vampires: Los Muertos                                                                    | アメリカ合衆国                                  | トミー・リー・ウォーレス                      |                                                                                                   |
| 2002   | ブレイド2 Blade II                                                                                               | アメリカ合衆国                                  | ギレルモ・デル・トロ                          | 『ブレイド』シリーズ第2作                                                                         |
| 2003   | MOON CHILD | 日本                                            | 瀬々敬久                                      |                                                                                                   |
| 2003   | アンダーワールド Underworld                                                                                      | アメリカ合衆国 · ドイツ · ハンガリー · イギリス | レン・ワイズマン                              | 『アンダーワールド』シリーズ第1作                                                                 |
| 2003   | ツインズ・エフェクト 千機變 The Twins Effect                                                                     | 香港                                            | ダンテ・ラム                                  | 香港のアイドルユニットツインズ主演                                                                |
| 2003   | ドラキュリアII 鮮血の狩人 Dracula II: Ascension                                                                  | アメリカ合衆国                                  | パトリック・ルシエ                            | 『ドラキュリア』シリーズ第2作                                                                     |
| 2003   | リーグ・オブ・レジェンド/時空を超えた戦い The League Of Extraordinary Gentlemen                                  | アメリカ合衆国 · チェコ · ドイツ · イギリス     | スティーヴン・ノリントン                      |                                                                                                   |
| 2004   | ナイト・ウォッチ Night Watch                                                                                     | ロシア                                          | ティムール・ベクマンベトフ                    |                                                                                                   |
| 2004   | ヴァン・ヘルシング Van Helsing                                                                                   | アメリカ合衆国                                  | スティーヴン・ソマーズ                        |                                                                                                   |
| 2004   | ブレイド3 Blade: Trinty                                                                                          | アメリカ合衆国                                  | デヴィッド・S・ゴイヤー                       | 『ブレイド』シリーズ第3作                                                                         |
| 2005   | ドラキュリアIII 鮮血の十字架 Dracula III: Legacy                                                                 | アメリカ合衆国                                  | パトリック・ルシエ                            | 『ドラキュリア』シリーズ第3作 オリジナルビデオ                                                    |
| 2005   | ヴァンパイア侍 Shira: The Vampire Samurai                                                                        | アメリカ合衆国                                  | ジェフ・センタウリ カンツ                     | オリジナルビデオ                                                                                  |
| 2005   | ブラッドレイン BloodRayne                                                                                        | アメリカ合衆国                                  | ウーヴェ・ボル                                | 同名のゲーム『ブラッドレイン』の映画化                                                            |
| 2005   | リターン・オブ ヴァン・ヘルシング ネクスト・モンスターズ Way of the Vampire                                      | アメリカ合衆国                                  | サラ・ニーン・ブルース エドゥアルド・ドゥラオ |                                                                                                   |
| 2006   | Blind Moon〜女子校生吸血鬼伝説〜 Blind Moon                                                                      | タイ                                            | ケラーテ・ナキンタノント                      |                                                                                                   |
| 2006   | UNDERWORLD ラスト・セクト The Last Sect                                                                          | カナダ                                          | ジョナサン・デュエック                        | デヴィッド・キャラダイン主演 『アンダーワールド』シリーズとは無関係                               |
| 2006   | アンダーブラッド Bram Stoker's Dracula's Curse                                                                   | アメリカ合衆国                                  | リー・スローナー                              |                                                                                                   |
| 2006   | アンダーワールド: エボリューション Underworld: Evilution                                                         | アメリカ合衆国                                  | レン・ワイズマン                              | 『アンダーワールド』シリーズ第2作                                                                 |
| 2006   | デイ・ウォッチ Day Watcz                                                                                         | ロシア                                          | ティムール・ベクマンベトフ                    |                                                                                                   |
| 2006   | パーフェクト・クリーチャー Perfect Creature                                                                      | ニュージーランド イギリス                       | グレン・スタンドリング                        |                                                                                                   |
| 2006   | パニック・ゲーム The Hamiltons                                                                                   | アメリカ合衆国                                  | ブッチャー・ブラザーズ                        |                                                                                                   |
| 2007   | 30デイズ・ナイト 30 Days Of Night                                                                                | アメリカ合衆国                                  | デヴィッド・スレイド                          | 製作：サム・ライミ スティーヴ・ナイルズの同名コミックの映画化                                     |
| 2007   | アイ・アム・レジェンド I Am Legend                                                                               | アメリカ合衆国                                  | フランシス・ローレンス                        | リチャード・マシスンの小説"I Am Legend "の3度目の映画化                                           |
| 2007   | ブラッドレインII BloodRayne II: Deliverance                                                                      | カナダ ドイツ                                   | ウーヴェ・ボル                                | 『ブラッドレイン』シリーズ第2作                                                                   |
| 2007   | レディ・ヴァンパイア 美しき聖戦 Revamped                                                                         | アメリカ合衆国                                  | ジェフ・レクター                              | オリジナルビデオ                                                                                  |
| 2008   | 噛む女 Bitten | カナダ                                          | ハーヴ・グレイザー                            | オリジナルビデオ                                                                                  |
| 2008   | トワイライト〜初恋〜 Twilight                                                                                    | アメリカ合衆国                                  | キャサリン・ハードウィック                    | 原作はステファニー・メイヤーの小説『トワイライト』 『トワイライト・サーガ』シリーズ第1作          |
| 2008   | ぼくのエリ 200歳の少女 Låt den rätte komma in                                                                    | スウェーデン                                    | トーマス・アルフレッドソン                    | 原作はヨン・アイヴィデ・リンドクヴィストの小説『MORSE -モールス-』                                |
| 2009   | アンダーワールド ビギンズ Underworld: Rise of the Lycans                                                         | アメリカ合衆国                                  | パトリック・タトポロス                        | 『アンダーワールド』シリーズ第3作                                                                 |
| 2009   | ダレンシャン Cirque du Freak: The Vampire's Assistant                                                            | アメリカ合衆国                                  | ポール・ワイツ                                |                                                                                                   |
| 2009   | デイブレイカー Daybreakers                                                                                       | オーストラリア アメリカ合衆国                   | マイケル・スピエリッグ ピーター・スピエリッグ |                                                                                                   |
| 2009   | ニュームーン/トワイライト・サーガ The Twilight Saga: New Moon                                                    | アメリカ合衆国                                  | クリス・ワイツ                                | 『トワイライト・サーガ』シリーズ第2作                                                             |
| 2009   | 彼岸島 | 日本 韓国                                       | キム・テギュン                                | 同名コミックの映画化                                                                              |
| 2009   | ラスト・ブラッド Blood: The Last Vampire                                                                         | 香港 フランス                                   | クリス・ナオン                                | アニメ『BLOOD THE LAST VAMPIRE』の実写映画版                                                      |
| 2009   | レズビアン・ヴァンパイア・キラーズ Lesbian Vampire Killers                                                       | イギリス                                        | フィル・クレイドン                            |                                                                                                   |
| 2009   | 渇き 박쥐 | 韓国                                            | パク・チャヌク                                |                                                                                                   |
| 2010   | エクリプス/トワイライト・サーガ The Twilight Saga: Eclipse                                                       | アメリカ合衆国                                  | デヴィッド・スレイド                          | 『トワイライト・サーガ』シリーズ第3作                                                             |
| 2010   | ブラッドレイン 血塗られた第三帝国 Bloodrayne: The Third Reich                                                    | アメリカ合衆国                                  | ウーヴェ・ボル                                | 『ブラッドレイン』シリーズ第3作                                                                   |
| 2010   | モールス Let Me In                                                                                               | アメリカ合衆国                                  | マット・リーヴス                              | 『ぼくのエリ 200歳の少女』のリメイク                                                              |
| 2011   | トワイライト・サーガ/ブレイキング・ドーン Part1 The Twilight Saga: Breaking Dawn - Part 1                        | アメリカ合衆国                                  | ビル・コンドン                                | 『トワイライト・サーガ』シリーズ第4作/最終章前編                                                  |
| 2011   | ヴァンパイア・ストーリーズ BROTHERS                                                                              | 日本                                            | 後藤光                                        | 2作同時公開                                                                                       |
| 2011   | ヴァンパイア・ストーリーズ CHASERS                                                                               | 日本                                            | 後藤光                                        | 2作同時公開                                                                                       |
| 2012   | アンダーワールド 覚醒 Underworld: Awakening                                                                      | アメリカ合衆国                                  | モンス・モーリンド ビョルン・スタイン         | 『アンダーワールド』シリーズ第4作                                                                 |
| 2012   | 劇場版 BLOOD-C The Last Dark                                                                                     | 日本                                            | 塩谷直義                                      | アニメ映画                                                                                        |
| 2012   | トワイライト・サーガ/ブレイキング・ドーン Part2 The Twilight Saga: Breaking Dawn - Part 2                        | アメリカ合衆国                                  | ビル・コンドン                                | 『トワイライト・サーガ』シリーズ第5作/最終章後編                                                  |
| 2012   | ビザンチウム Byzantium                                                                                           | イギリス アイルランド                           | ニール・ジョーダン                            | モイラ・バフィーニ作の舞台劇の映画化                                                              |
| 2012   | 美しき獣 KISS OF THE DAMNED                                                                                      | アメリカ合衆国                                  | ザン・カサヴェテス                            |                                                                                                   |
| 2012   | リンカーン/秘密の書 Abraham Lincoln: Vampire Hunter                                                              | アメリカ合衆国                                  | ティムール・ベクマンベトフ                    | セス・グレアム＝スミスによる小説『ヴァンパイアハンター・リンカーン』の映画化                      |
| 2013   | オンリー・ラヴァーズ・レフト・アライヴ                                                                           | アメリカ合衆国                                  | ジム・ジャームッシュ                          |                                                                                                   |
| 2013   | ドラキュラZERO Dracula Untold                                                                                    | アメリカ合衆国                                  | ゲイリー・ショア                              | ブラム・ストーカーの小説『吸血鬼ドラキュラ』を原作とするアクション映画                            |

## テレビドラマ
※年代順に列記
- Dark Shadows （Dark Shadows 1966年 - 1971年/リヴァイヴァル版：1991年）(en:Dark Shadows)
- 恐怖劇場アンバランス「吸血鬼の絶叫」（1973年3月19日、フジテレビ・円谷プロダクション） - 制作は1969年
- 吸血鬼ドラキュラ神戸に現わる （土曜ワイド劇場、1979年、朝日放送・東映）
- なぜか、ドラキュラ（月曜スター劇場、1984年10月8日 - 1985年1月7日、日本テレビ系列）
- 吸血鬼はお年ごろ〜永すぎた春。（月曜ドラマランド、1985年9月2日、フジテレビ系列）
- バフィー 〜恋する十字架〜 （Buffy the Vampire Slayer 1997年 - 2003年） - 映画『バッフィ/ザ・バンパイア・キラー』の続編
※テレビ東京放送時およびDVD版のタイトルは『吸血キラー/聖少女バフィー』
- エンジェル （Angel 1999年 - 2004年） - 「バフィー 〜恋する十字架〜」のスピンオフ作品
- HATU 〜ヴァンパイア・シンドローム〜 （2002年、tvk）
- ヴァンパイアホスト （2004年、テレビ東京）
- RHプラス （2008年、TOKYO MX）
- ガブリエル〜不滅の愛〜 （Gabriel Amor Inmortal 2008年 - 、）
- ヴァンパイア・ダイアリーズ （The Vampire Diaries 2009年 - ）
- 恋して悪魔〜ヴァンパイア☆ボーイ〜 （2009年、関西テレビ・共同テレビ）
- トゥルーブラッド （True Blood 2010年 - 、HBO）
- ドクター・フー「ヴェネチアの吸血鬼」（2010年、BBC One）
- Dracula （2013年 - ） - イギリスとアメリカ合衆国合作のテレビドラマ。邦題未定。Sky Living局（イギリス）およびNBC系列（アメリカ）で放送中。
- 夜を歩く士（ソンビ）（2015年、韓MBC）[6]
- シャドウハンター:The Mortal Instruments（2016年、Freeform）[7]
- プリーチャー（2016年、AMC）[8]
- ストレンジャー〜バケモノが事件を暴く〜（2016年3月27日、テレビ朝日系列）
- シェアハウス・ウィズ・ヴァンパイア (テレビドラマ)（英語版）（2019年、FX）[9]
- 青きヴァンパイアの悩み（2021年、TOKYO MX）[10]
- ファースト・キル (テレビドラマ)（英語版）（2022年、Netflix）[11]

## ラジオドラマ
- ポーの一族（1980年1月1日 - 6日、NHK-FM）[12]
- 連続ラジオドラマ ポーの一族（2007年10月6日 - 終了時期不明、ラジオ関西）[13]

## ドラマCD
- ポーの一族（発行：ジーダス）[14]
  - 第1巻（2007年12月21日）
  - 第2巻（2008年1月15日）
  - 第3巻（2008年2月22日）
  - 第4巻（2008年3月21日）
  - 第5巻（2008年4月25日）
  - 第6巻（2008年5月23日）
  - エドガーとアラン篇（2013年3月25日）

## 特撮
- 仮面ライダーキバ

## 漫画
Category:吸血鬼漫画も参照。
| タイトル                                                  | 作者（作画）                  | 原作者                         | 発表年                         |
| --------------------------------------------------------- | ----------------------------- | ------------------------------ | ------------------------------ |
| バンオウ -盤王-                                           | 春夏冬画楽                    | 綿引智也                       | 2022年 -                       |
| 夜の過客                                                  | 秋乃茉莉                      |                                | 2004年                         |
| モンスターキャンディ                                      | 秋乃茉莉                      |                                |                                |
| Petshop of Horrors                                        | 秋乃茉莉                      |                                |                                |
| ヴァンピアーズ                                            | アキリ                        |                                | 2019年 -                       |
| となりの吸血鬼さん                                        | 甘党                          |                                | 2013年 - 2021年                |
| 婚活ヴァンパイア アベルはつらいよ                         | 香魚子                        |                                | 2017年                         |
| ダレン・シャン                                            | 新井隆広                      | ダレン・シャン                 | 2006年 - 2009年                |
| ジョジョの奇妙な冒険 第一部                               | 荒木飛呂彦                    |                                | 1987年                         |
| 月詠 -MOON PHASE-                                         | 有馬啓太郎                    |                                | 1999年 -                       |
| ルナルナティック                                          | 飯坂友佳子                    |                                |                                |
| クナイ伝                                                  | 緒里たばさ                    |                                | 2007年 - 2008年                |
| ロザリオとバンパイア                                      | 池田晃久                      |                                | 2004年 -                       |
| ときめきトゥナイト                                        | 池野恋                        |                                | 1982年 - 1994年                |
| ウェットワークス                                          | ウィルス・ポータシオ          |                                | 1994年 - 2008年                |
| 天獄 -HEAVEN'S PRISON-                                    | うたたねひろゆき              |                                | 2002年 - 2015年                |
| VAMPIRE MASTER ダーククリムゾン                           | うるし原智志                  |                                | 2000年 - 2003年                |
| DEADMAN                                                   | 江川達也                      |                                | 1998年 - 2000年                |
| 心臓に杭を打ちつけて                                      | 大宮嵐                        |                                | 2017年 - 2018年                |
| 吸血姫美夕                                                | 垣野内成美                    | 平野俊貴 垣野内成美            | 1988年 -                       |
| 吸血姫夕維                                                | 垣野内成美                    |                                | 1990年 -                       |
| DAHLIA THE VAMPIRE                                        | 垣野内成美                    |                                |                                |
| ルビー・ブラッド                                          | 垣野内成美                    |                                |                                |
| レイスイーパー                                            | 垣野内成美                    |                                |                                |
| かりん                                                    | 影崎由那                      |                                | 2003年 -                       |
| 一条さんは顔に出やすい                                    | 葛西尚                        |                                | 2021年 -                       |
| BLOOD+                                                    | 桂明日香                      | Production I.G & Aniplex       | 2005年 - 2007年                |
| バンパイアドール・ギルナザン                              | 雁えりか                      |                                | 2002年 - 2008年                |
| 赤い爪あと                                                | 菊川近子                      |                                | 1979年 - 1980年                |
| 銀のトゲ                                                  | 喜多尚江                      |                                | 2000年 - 2005年                |
| ヴァンパイア十字界                                        | 木村有里                      | 城平京                         | 2003年 - 2007年                |
| トリニティ・ブラッド                                      | 九条キヨ                      | 吉田直                         | 2003年 -                       |
| ツバサ-RESERVoir CHRoNiCLE-                               | CLAMP                         |                                | 2003年 - 2009年                |
| Vassalord.                                                | 黒乃奈々絵                    |                                | 2004年 -                       |
| 0リー打越くん!!                                           | 桑原真也                      |                                | 1998年 - 2000年                |
| ブラッドラッド                                            | 小玉有起                      |                                | 2009年 - 2016年                |
| よふかしのうた                                            | コトヤマ                      |                                | 2019年 -                       |
| ばらの封印                                                | 小室しげ子                    |                                | 1984年                         |
| 立ち枯れの森                                              | 酒井美羽                      |                                | 1985年                         |
| 神とよばれた吸血鬼                                        | 桜井海                        |                                | 2014年 - 2017年                |
| Vamp召しませ                                              | 佐倉そーいち                  |                                |                                |
| ピアの肖像                                                | 里中満智子                    |                                | 1964年                         |
| 血海のノア                                                | 里見有                        |                                | 2018年 -                       |
| 不思議のマリア君                                          | 椎名橙                        |                                | 2008年 - 2010年                |
| バンパイア・シティー                                      | 椎名高志                      |                                | 1990年 -                       |
| GS美神 極楽大作戦!!                                       | 椎名高志                      |                                | 1991年 - 1999年                |
| 倫敦魔魍街                                                | JET                           |                                |                                |
| CANON                                                     | 潮見知佳                      |                                | 1994年 - 1996年                |
| 吸血遊戯                                                  | JUDAL                         |                                | 1996年 - 2004年                |
| キリエ〜吸血聖女〜                                        | 杉村麦太                      |                                | 2000年・2002年                 |
| RHプラス                                                  | 諏訪絢子                      |                                | 2006年 - 2009年                |
| 女王蜂 〜Vampire Queen Bee〜                              | 高田千種                      |                                | 2009年 - 2011年                |
| BLOOD ALONE                                               | 高野真之                      |                                | 2004年 - 2016年                |
| ヴァンパイア                                              | 高橋ユキ                      |                                |                                |
| 氷の熱度                                                  | 高宮智                        |                                |                                |
| HEAVEN'S WILL                                             | 高宮智                        |                                | 2006年                         |
| 真夏の銀の夢                                              | 高宮智                        |                                | 2002年                         |
| もしかしてヴァンプ                                        | 橘裕                          |                                | 1991年 - 1998年                |
| 白薔薇学園ヴァンパイア・ローズ                            | 種村有菜                      |                                | 2009年                         |
| ダンス イン ザ ヴァンパイアバンド                         | 環望                          |                                | 2006年 - 2012年                |
| ドン・ドラキュラ                                          | 手塚治虫                      |                                | 1979年                         |
| 羊のうた                                                  | 冬目景                        |                                | 1996年 - 2002年                |
| Rust Blaster                                              | 枢やな                        |                                | 2005年 - 2006年                |
| 血界戦線                                                  | 内藤泰弘                      |                                | 2009年 -                       |
| 真月譚 月姫                                               | 奈須きのこ                    |                                | 2003年 - 2010年                |
| 不死者あぎと                                              | なるしまゆり                  |                                |                                |
| クリムゾンクロス 〜死が二人を分かつまで〜                 | ねぎしきょうこ                | 前田栄                         | 2004年 -                       |
| KUROZUKA-黒塚-                                            | 野口賢                        | 夢枕獏                         | 2002年 - 2006年                |
| ポーの一族                                                | 萩尾望都                      |                                | 1972年 -                       |
| 血と灰の女王                                              | バコハジメ                    |                                | 2017年 -                       |
| 千年の雪                                                  | 葉鳥ビスコ                    |                                |                                |
| デビルズライン                                            | 花田陵                        |                                | 2013年 -                       |
| 暁のヴァンピレス                                          | PEACH-PIT                     |                                | 2012年 -                       |
| あしたのファミリア                                        | 樋口彰彦                      |                                | 2010年 - 2014年                |
| ヴァンパイア騎士                                          | 樋野まつり                    |                                | 2005年 - 2013年                |
| クリムゾン (ワイルドストーム)                             | ヒューバート・ラモス、他      | ブライアン・オーガスティン、他 | 1998年 - 2001年                |
| HELLSING                                                  | 平野耕太                      |                                | 1997年 - 2008年                |
| バビル2世                                                 | 横山光輝                      |                                | 1971年 - 1973年                |
| 流血鬼                                                    | 藤子・F・不二雄               |                                | 1978年                         |
| おまえが世界をこわしたいなら                              | 藤原薫                        |                                | 1999年                         |
| 亜人ちゃんは語りたい                                      | ペトス                        |                                | 2014年 - 2021年                |
| 吸血鬼すぐ死ぬ                                            | 盆ノ木至                      |                                | 2015年 -                       |
| ヴァンパイア・チアリーダーズ                              | マイケル・シェルファー シエイ | アダム・アーノルド             | 2012年 -                       |
| 実は私は                                                  | 増田英二                      |                                | 2013年 - 2017年                |
| 彼岸島                                                    | 松本光司                      |                                | 2002年 -                       |
| 血太郎奇談                                                | 水木しげる                    |                                | 1972年                         |
| キミのうなじに乾杯                                        | 村上真紀                      |                                |                                |
| Crimson-Shell                                             | 望月淳                        |                                | 2005年 - 2006年                |
| ヴァニタスの手記                                          | 望月淳                        |                                | 2016年 -                       |
| ナイトクライシス-闇狩人麗牙-                              | 山内繁利                      |                                | 1992年 - 1993年                |
| ミッドナイト・ロンリー・モンスター                        | 山田睦月                      |                                |                                |
| 真夏の夜の夢                                              | 山田睦月                      |                                |                                |
| Two Years After                                           | 山田睦月                      |                                |                                |
| 終わりのセラフ                                            | 山本ヤマト                    | 鏡貴也                         | 2012年 -                       |
| 夜型愛人専門店-ブラッドハウンド-                          | 由貴香織里                    |                                | 2003年 - 2004年                |
| 夜縛◆夜明曲                                               | RAN                           |                                | 2017年 - 2022年                |
| 200年の夜と孤独〜おひとりさま吸血鬼〜                     | 松田円                        |                                | 2013年 - 2016年                |
| 吸血鬼さんは無職です。                                    | 瀬川あべる                    |                                | 2018年 - 2019年                |
| 転生吸血鬼さんはお昼寝がしたい～Please take care of me.～ | 咲良                          | ちょきんぎょ。                 | 2017年 - 2022年                |
| ひきこまり吸血姫の悶々                                    | りいちゅ                      | 小林湖底                       | 2021年 -                       |
| スシシスターハンター                                      | マシーナリーとも子            |                                | 2022年                         |
| 美しき吸血鬼                                              | 飛鳥幸子                      |                                | 1973年                         |
| 吸血鬼の食卓                                              | 吉田了                        |                                | 2018年 - 2020年                |
| 吸血鬼はじめました。                                      | 雨宮結生                      |                                | 2017年 - 2019年                |
| 幼なじみの吸血鬼                                          | おきつぐ                      |                                | 2021年 -                       |
| 吸血鬼ちゃんとメイドさん                                  | ざんか                        |                                | 2021年                         |
| ちゃんと吸えない吸血鬼ちゃん                              | 二式恭介                      |                                | 2021年 -                       |
| 吸血鬼ちゃん                                              | 吾妻ひでお                    |                                | 1973年                         |
| 吸血鬼はおいや？                                          | 新谷かおる                    |                                | 1973年                         |
| ご主人様には吸わせません！                                | パデラポッロ                  |                                | 2022年 -                       |
| ババンババンバンバンパイア                                | 奥嶋ひろまさ                  |                                | 2021年 -                       |
| アンデッドガール・マーダーファルス                        | 友山ハルカ                    | 青崎有吾                       | 2016年 - 2017年                |
| 怪物くん                                                  | 藤子不二雄/藤子不二雄Ⓐ        |                                | 1965年 - 1969年 （少年画報版） |
| 怪物王女                                                  | 光永康則                      |                                | 2005年 - 2013年                |
| 怪物王女 ナイトメア                                       | 光永康則                      |                                | 2018年 - 2021年                |

## アニメ
※五十音順に列記
- アンデッドガール・マーダーファルス
- 異常生物見聞録
- 終わりのセラフ
- 怪物王女
- 吸血鬼すぐ死ぬ
- ゲゲゲの鬼太郎（メインのゲストキャラとしての登場回） [注 4]
  - 第1シリーズ第4話「吸血鬼ラ・セーヌ」[29]、第15・16話「吸血鬼エリート」[30][31]
  - 第2シリーズ第25話「まぼろしの汽車」[32]
  - 第3シリーズ第61話「まぼろしの汽車」[33]、第96話「血戦!! 妖怪吸血軍団」[34]
  - 第4シリーズ第9話「爆走! 鬼太郎機関車」[35]、第57話「吸血鬼エリート!」[36]
  - 第5シリーズ第43話「妖怪ミステリー列車!」[37]、第54話「吸血鬼エリート」[38]
  - 第6シリーズ第30話「吸血鬼のハロウィンパーティー」[39]、第56話「魅惑の旋律吸血鬼エリート」[40]、第57話「鮮血の貴公子 ラ・セーヌ」[41]、第93話「まぼろしの汽車」[42]
- ストライク・ザ・ブラッド
- ダンス イン ザ ヴァンパイアバンド
- 月とライカと吸血姫
- DIABOLIK LOVERS
- 亜人ちゃんは語りたい　※「亜人」の読みは「デミ」
- ときめきトゥナイト
- となりの吸血鬼さん
- トリニティ・ブラッド
- ドン・ドラキュラ
- ババンババンバンバンパイア
- ヴァンパイア騎士
- バンパイアハンターD
- Phantom in the Twilight
- 吸血姫美夕
- ヴァン・ヘルシング
- ひきこまり吸血姫の悶々
- ヴィジュアルプリズン
- 羊のうた
- FORTUNE ARTERIAL 赤い約束
- BLACK BLOOD BROTHERS
- BLOOD THE LAST VAMPIRE
- BLOOD+
- BLOOD-C
- ぶらどらぶ
- HELLSING
- MARS RED
- マスターモスキートン
- 真夜中ぱんチ
- 〈物語〉シリーズ
- 闇の帝王 吸血鬼ドラキュラ
- よふかしのうた
- ロザリオとバンパイア

## ゲーム
※五十音順に列記
- 赤さんと吸血鬼。
- 悪魔城ドラキュラシリーズ
- 薄桜鬼 〜新選組奇譚〜シリーズ
- ウィズ アニバーサリィー
- 彼女たちの流儀
- 吸血殲鬼ヴェドゴニア
- キラキラモンスターズ Season1
- 霧谷伯爵家の六姉妹
- こなたよりかなたまで
- ジュエリー・ハーツ・アカデミア -We will wing wonder world-
- Seventh blood vampire
- Chu×Chuアイドる
- ちょこっと☆ばんぱいあ!
- 月姫
- 月夜に響くノクターン
- Dear.ヴァンパイアの恋
- DIABOLIK LOVERS
- とらいあんぐるハートシリーズ
- ドラキュラハンター
- ドラクリウス
- DRACU-RIOT!
- drastic Killer
- ノスフェラトゥ
- ヴァンパイアシリーズ
- Vampire Survivors
- ヴァンパイアナイト
- ヴァンパイアパニック
- ヴァンピール 吸血鬼伝説
- DarkEden（SOFTON開発・公開、マーブルネットワーク配信によるオンラインゲーム）
- 東方紅魔郷 〜 the Embodiment of Scarlet Devil.
- FORTUNE ARTERIAL
- BLOODY BRIDE いまどきのバンパイア
- ブラッドレイン
- プリンセスナイトメア
- ボクらの太陽シリーズ
- Magical Marriage Lunatics!! 〜マジカル マリッジ ルナティクス〜
- MinDeaD BlooD 〜支配者の為の狂死曲〜
- MESSIAH
- MELTY BLOOD
- モンスターハンターライズ：サンブレイク
- リトルヴァンパイア
- Legacy of Kainシリーズ（英語版）
- ワイルドアームズシリーズ
- ワールド・オブ・ダークネス

## オペラ
- 吸血鬼 - Der Vampyr（1828年、作曲：ハインリヒ・マルシュナー 、原作：ジョン・ポリドリ。1833年にはリヒャルト・ワーグナーがこのオペラのためにアリア『わが眼差しの行方は Doch jetzt wohin ich blicke』を追加している）
- パントマイム「ゾンビとドラキュラの子供」 - Dracula ja Zombie laps（1993年、作曲：レポ・スメラ）
- ドラキュラ・ダイアリー - The Dracula Diary（1994年、作曲：ロバート・モラン）

## 舞台
- 蒼いくちづけ-ドラキュラ伯爵の恋-（1987年 宝塚歌劇団星組、2008年 花組）
- フィリップ・フィーニー―バレエ「ドラキュラ」（1996年）
- 愛・時をこえて　ドラキュラ・イン・ジャパン（1997年 御園座・新歌舞伎座） - 主演 郷ひろみ）
- ダンス・オブ・ヴァンパイア（1997年 ウィーン劇場協会、2006年 東宝） - ロマン・ポランスキーの映画「吸血鬼」のミュージカル化。
- ヴァンパイア・レジェンド（1998年、2006年 スタジオライフ）
- DRACULA（2000年、2004年、2006年 スタジオライフ）
- 薔薇の封印 -ヴァンパイア・レクイエム-（2003年 宝塚歌劇団月組） - 紫吹淳のサヨナラ公演。
- 銀のキス（2006年 スタジオライフ）
- ドラクル―GOD FEARING DRACUL―（2007年 シアターコクーン）
- 愛、時を越えて -関ヶ原異聞-（2007年） - 主演 貴城けい
- シルバー・ローズ・クロニクル（2007年 宝塚歌劇団雪組）
- ドラキュラ伝説 〜千年愛〜（2008年、2010年）- 主演 松平健
- TRUMPシリーズ（2009年 - ）
- 吸血鬼（2010年6月） - 出演:鈴木砂羽、細見大輔、玉置孝匡、平田敦子、牧田哲也、ほか
- ドラキュラ（2011年8 - 9月）オーストリア・グラーツ版 - 主演 和央ようか

## 音楽
- ドラキュラのうた - クニ河内・東京放送児童合唱団（1975年、「みんなのうた」）
- ソウルドラキュラ - HOT BLOOD（1976年）
- LOVE ADDICT - VAMPS（2008年、VAMPROSE）
- 少女ヴァンパイア - 結城ノエル（2015年）[43][44]
- ヴァンパイア - DECO*27（2022年）[45]

## 舞台脚本
- 愛、時をこえて関ヶ原異聞（岡本さとる）[46]